# Prosek
Prosek (německy Prossek) je městská čtvrť a katastrální území, součást městské části Prahy 9. Sousedí s katastry Střížkov (západně, rozdělen mezi MČ Prahy 8 a Prahy 9), Letňany (severně, městská část Praha 18), Vysočany (jižně, součást městské části Prahy 9) a Libeň (jihozápadně, součást městské části Prahy 8).

## Prosek v číslech
Prosek je součástí hlavního města Prahy, konkrétně Prahy 9. Zjištěná katastrální výměra je 1,69 km². K 16. říjnu 2006, kdy se uskutečnilo sčítání obyvatelstva, žilo na Proseku 15 361 obyvatel. Vzhledem k velikosti daného území byla hustota zalidnění 9 089 obyvatel na km².

## Charakter území

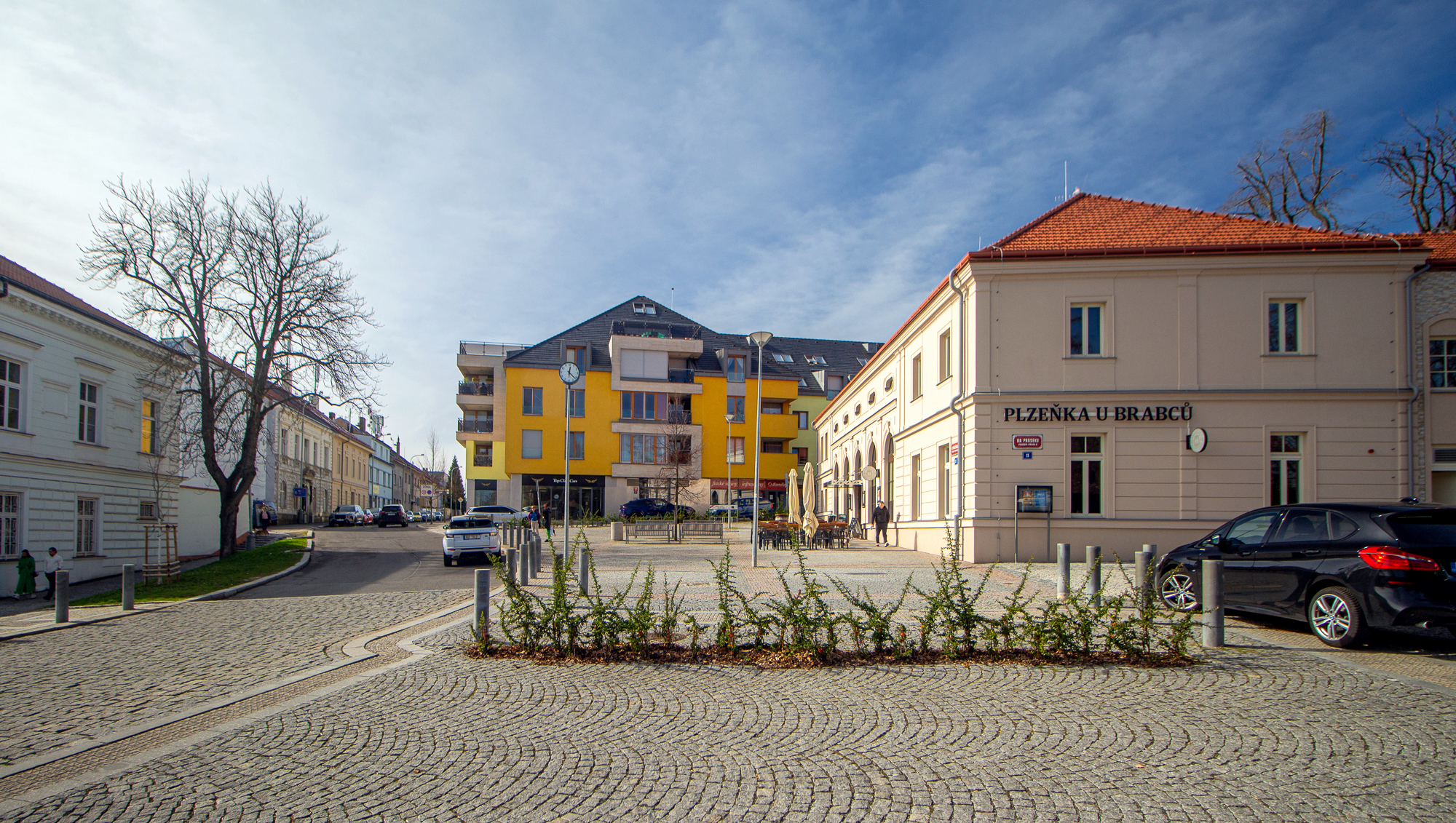
Zástavba starého Proseka

Prosek zabírá jihovýchodní část náhorní plošiny mezi sousedními údolími vysočanským, libeňským a střížkovským, která pokračuje k severovýchodu letňanským územím. Dominantním stavebním prvkem Proseku je panelové sídliště Prosek ze 70. let 20. století, zabírající většinu území katastru s přesahem na katastr Střížkova, jehož součástí je rozlehlý Park přátelství podél Vysočanské ulice.
Tomu se vymykají jižní části, kde je
- starý Prosek v rozsahu zástavby před výstavbou sídliště,
- nižší zástavba navazující na starý Prosek ve dvou směrech – nad Vysočany a Libní – s výhledem na Prahu a chráněnou oblastí proseckých skal
- Nový Prosek – bývalá osada, nyní uvnitř sídliště poblíž ulice Prosecké s domkovou zástavbou z meziválečného období,
- moderní kancelářský komplex Prosek Point u stanice metra Prosek.

## Historie

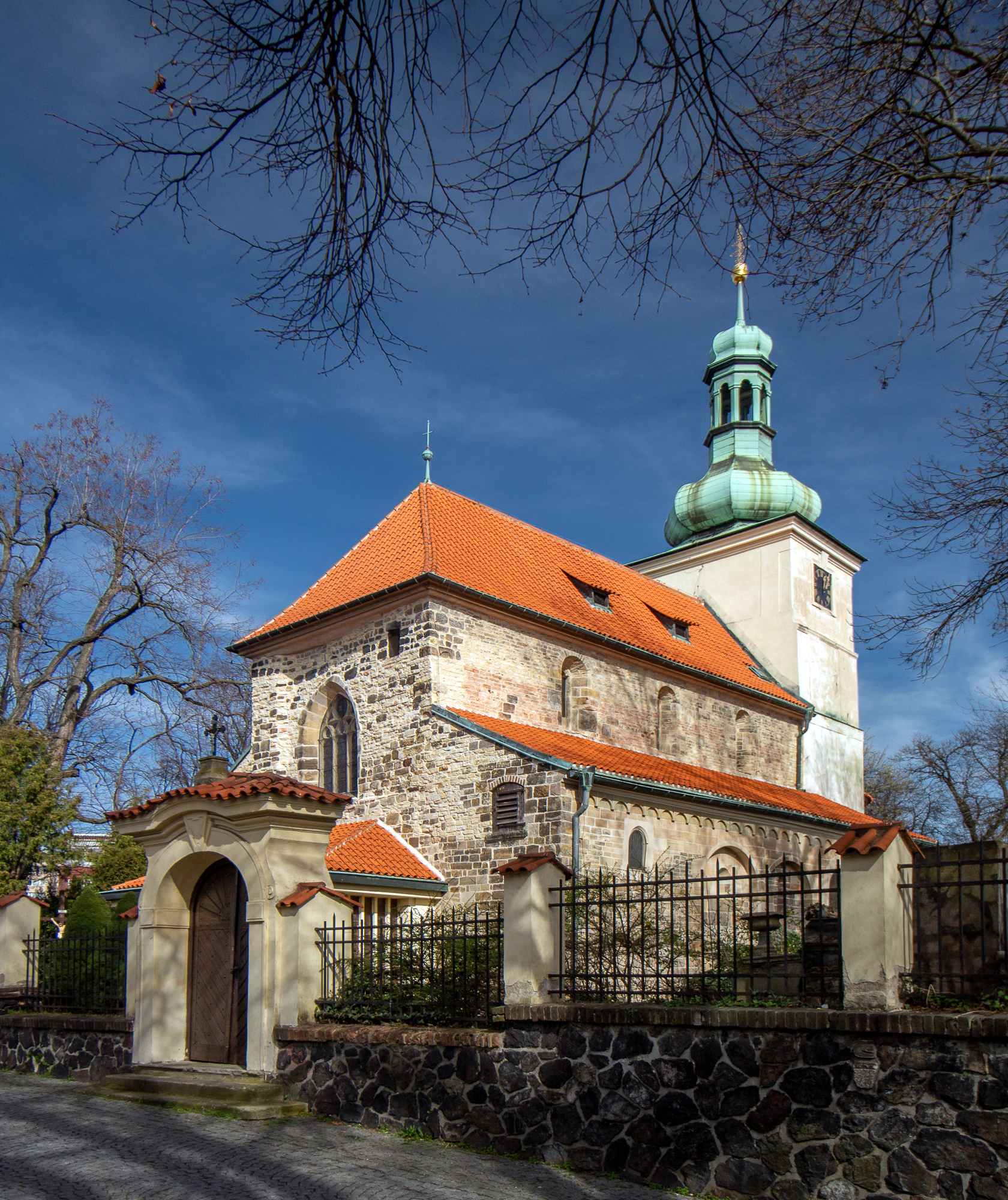
Původně románský kostel sv. Václava ve staré části Proseka

Historie území, na kterém se dnes nachází Prosek, sahá až do doby kamenné, a to do 4. a 3. tisíciletí př. n. l. Díky druhohornímu moři zde vznikly drobné sloje málo kvalitního uhlí. Původně zde lidé těžili spraš, ale později narazili na zvětralé černé břidlice a jílovce a začali jej využívat na ostře pálenou stavební keramiku. Na Proseku se vyskytují křídové plošiny.
Název Prosek se objevuje v 10. století n. l. a je odvozen od slov "prosekati-průsek-prosek", což dokládá zdejší původní nepropustný porost. Od 10. století zde byla osada a později vesnice. Dominantou Proseka je kostel sv. Václava, trojlodní románská bazilika pravděpodobně ze 2. poloviny 11. století s románskými malbami. Prosek byl tehdy jen malou vesničkou kolem kostela uprostřed polí. Bylo tam jen několik ulic a domků kolem dnešní Martinovské ulice a jinak holá pláň bez stromů.
Na přelomu 14. a 15. století vlastnili osadu majitelé Podvinské tvrze, která ležívala na rozhraní Proseka a Libně. Za husitských válek utrpěl Prosek, jako ostatně řada jiných míst v zemi, velké škody, zejména pak románský kostel. V roce 1600 byla na návsi vedle krčmy vykopána studna. Pro tehdejší obyvatele osady byl tento počin jistě velmi významný, neboť na Proseku bývaly problémy s nedostatkem vody. Přišla však třicetiletá válka a s ní další zmar a pustošení. Švédové vypálili i kostel. Osada zpustla a v roce 1638 zde stály pouze čtyři chalupy, jedna vinice a krčma.
Do konce 17. století patřil Prosek Starému Městu pražskému, později byl připojen k libeňskému panství. Do přelomu 19. a 20. století byl velmi řídce osídlen. Začátkem 20. století následkem průmyslového rozvoje Vysočan a Libně se začíná Prosek zaplňovat domky pro vysočanské a libeňské dělníky a stává se periferní dělnickou kolonií. Prosek byl 1. ledna 1922 připojen k Praze.
Skutečný zlom nastává v 2. polovině šedesátých let 20. století výstavbou sídliště Severní Město. V letech 1965 až 1966 byla mezi Prosekem a centrem Vysočan vystavěna silnice, zvaná estakáda, pro rychlé dopravní spojení a začala se pomalu rýsovat ta tvář Proseka, kterou známe dnes. V letech 1965–1977 zde bylo vybudováno první sídliště v rámci tzv. Severního Města. Před výstavbou sídliště byla na většině území Proseka pole.
V současné době je Prosek vyhledávané sídliště, se vzrostlou zelení v Parku přátelství, dobrým dopravním spojením s vnitřní Prahou, množstvím velkých nákupních center, stále tajemným podzemím a proseckými skálami.

### Etymologie
Název Prosek (dříve též Prosík) zřejmě souvisí s tím, že tudy už dávno vedla prosekaná cesta z Prahy na sever. Některé pověsti praví, že když král Václav cestoval těmito končinami, zde se musel neobyčejně prosekávat porostem, ale když se dostal za téměř neprostupné lesy a bažiny, uviděl krásnou a úrodnou krajinu.

### Pověst o Proseku
Píše se rok 970, je 13. června a od Staré Boleslavi si namáhavě razí cestu kníže Boleslav II. a jeho družina. Pohrdli obvyklou cestou a jali se bloudit hustým a nekonečným lesem. Na návrší před Rokytkou přemohla knížete únava. Zbrojnoši Jaroboj a Krotislav mu uchystají odpočinek na medvědí kůži. Poodstoupí, aby nerušili knížecí spánek. Boleslavovi se ve snu zjeví jeho strýc Václav a přikáže mu, aby na tomto místě nechal vystavět chrám. Boleslav přání svého zavražděného strýce splnil, stavba byla realizována během tří měsíců, dokončena je dne 17. září 970. První říjnovou neděli posvětil kostel sv. Vojtěch a zasvětil jej památce sv. Václava. Údajně šlo o první kostel zasvěcený tomuto světci.
Tolik praví (zestručněno) Václav Hájek z Libočan. Jak to bylo doopravdy? Nikdo neví, lze se jen domnívat. V tomto vyprávění je historická nepřesnost, a to skutečnost, že v Praze bylo biskupství založeno až v roce 973 a sv. Vojtěch na biskupský stolec dosedl až v roce 983. Tajemství, okořeněné zjevením „vévody české země“, vyjadřuje otázka, kterou si v knize o Proseku položil pan Miroslav Kuranda: „Proč byl tak výstavným a nákladným způsobem stavěný kostel založen na místě, na kterém není v té době doložena žádná osada?“ Vychází z předpokladu, že kostel byl skutečně založen kolem roku 970. Pak by fakt, že byl postaven na pustém, neobydleném místě svědčil o mocném a bohatém iniciátorovi stavby, o jehož skutečných motivech asi dnes už mnoho nezjistíme. Jiným důvodem stavby mohla být jakási posvátnost tohoto místa již v pohanské době, existence svatyně apod.

## Pamětihodnosti

### Kostel svatého Václava na Proseku
Pravděpodobně z poloviny 11. století pochází nejstarší architektonická památka Prahy 9, trojlodní románská bazilika na starém Proseku. Založena byla dle Hájkovy kroniky roku 970 Boleslavem II., jemuž se ve snu na tomto místě svatý Václav zjevil. Přestavěna byla poprvé kolem 1200 a po roce 1470 došlo ke gotickým přestavbám – hlavní loď byla sklenuta žebrovou sítí. Renesanční předsíň pochází z roku 1572 a hranolová věž z roku 1712.
Dnešní podobu s barokní cibulovou bání získal kostel roku 1732, v roce 1770 byla přistavěna sakristie. Stavební úpravy narušily stabilitu věže, a proto byla vystavěna samostatná zvonice. V jižní lodi, nejméně poznamenané přestavbami, se zachovaly zbytky románských maleb. Na hlavním oltáři je obraz sv. Václava od Ignáce Raaba z poloviny 18. století. Cínová křtitelnice pochází z roku 1622. Presbytář zdobí malby Josefa Strattera, zachycující motivy ze života sv. Václava.
Průčelí protější barokní budovy fary, navržené kolem roku 1715 patrně Janem Blažejem Santinim, zdobí plastika sv. Jana Nepomuckého. Původní vstup do areálu přilehlého romantického hřbitova, zarostlého břečťanem, je zdoben barokním portálem z roku 1770, dnešní hlavní vchod a mříž pocházejí z roku 1930. V areálu hřbitova stojí hranolová zvonice se stanovou střechou (1770 či 1783) a některé z náhrobků také stojí za pozornost. V roku 2010 byly při východní hřbitovní zdi nainstalovány tři sochy Madon z přírodního kamene (z mramoru, pískovce a žuly) od sochařky Zuzany Čížkové, současně s tím byly provedeny parkové úpravy okolí kostela.

### Další stavby
- Vinařský sloup
- Fara na Proseku
- Sousoší Piety

### Zaniklé stavby
- Hostinec U Brabců, Na Proseku 2, zbořeno prosinec 2019[4]
- Prosecký vodojem, postaven roku 1897 majitelem čakovického cukrovaru Filipem rytířem Schoellerem jako součást přivaděče průmyslové vody z Vltavy do Čakovic

## Doprava

### Povrchová
Hlavní dopravní tepnou na Proseku je čtyřproudá Vysočanská ulice, která byla před dokončením Liberecké (Prosecké radiály) a Kbelské (v současnosti supluje severovýchodní část Pražského okruhu) ulice využívána tranzitní dopravou jako součást evropského tahu E55. Velmi významnou roli také hraje Prosecká ulice, která je společně s Vysočanskou jedním z hlavních vodičů automobilové a autobusové dopravy na Severním městě. V období let 2004–2007 byla doprava na Proseku velmi omezena výstavbou metra.
V blízkosti sídliště se nacházejí autobusové garáže Dopravního podniku hl. m. Prahy Klíčov.

### Metro

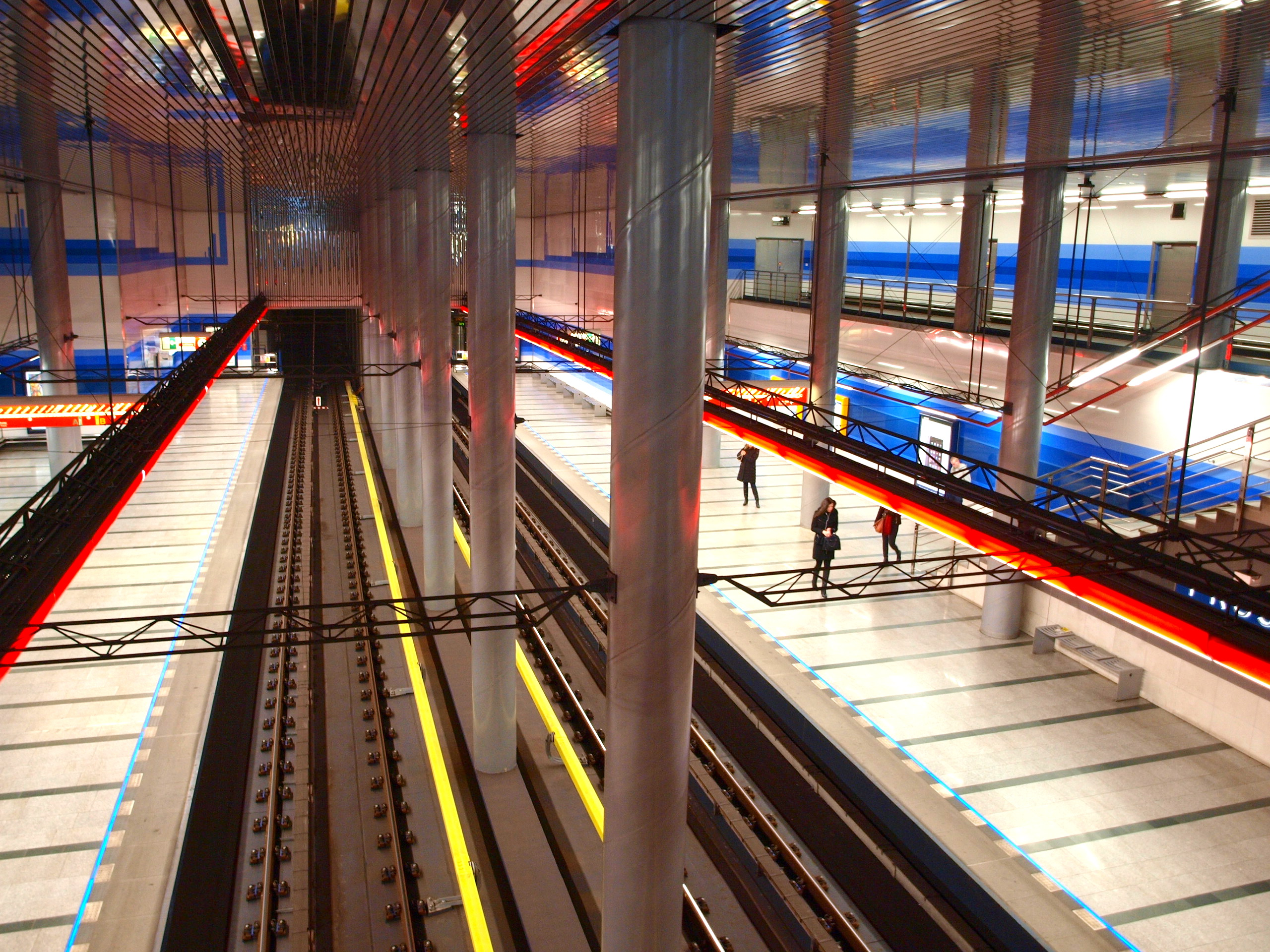
Stanice metra

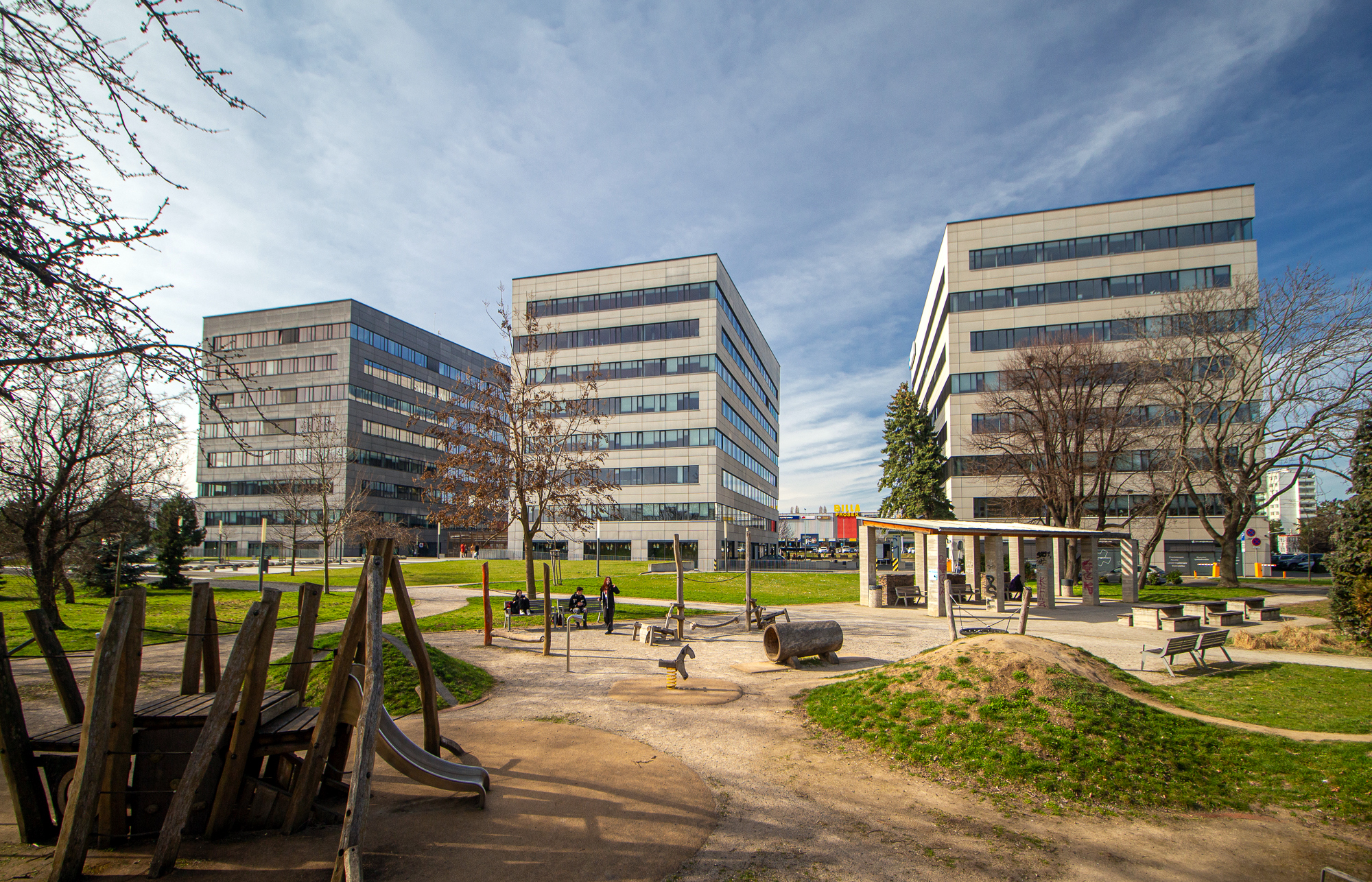
Administrativní centrum Prosek Point

V roce 2008 byl otevřen stavební úsek IV.C2 linky C pražského metra. Součástí úseku z Ládví do Letňan je také stanice na Proseku, která leží u křížení Prosecké a Vysočanské ulice.

## Služby
V roce 2009 byly v blízkosti stanice metra dostavěny tři kancelářské budovy Prosek Point, dále jsou zde k dispozici supermarkety jako třeba Norma nebo Penny, které jsou přímo v srdci sídliště. Nalézá se zde hypermarket Billa, která stojí přímo u vchodu do stanice metra C Prosek. Dále je na Proseku prodejna aut Suzuki. Na Proseku můžeme najít několik hotelů, vzniklých přestavbou někdejších panelových stavbařských ubytoven. Na okraji sídliště je na Střížkově velká poliklinika, která byla po převratu doplněna i o lůžkovou část. Ve středu sídliště leží pošta Praha 9.

## Zajímavosti
U svahu Proseka se nachází systémy podzemních chodeb, které v současné době nezasahují dále než 60 až 100m od okraje údolí a pravděpodobně nikdy nezasahovaly. Pověsti ale vypráví o podzemní cestě vedoucí až do Staré Boleslavi, kterou měl tajně jezdívat Napoleon kočárem, či o ohromném podzemním jezeru. Do chodeb se propadli nejen lidé, ale v 60. letech došlo i k propadu trolejbusu.
Na Proseku bydlely i slavné osobnosti, jako třeba prezident České republiky Václav Klaus, zpěvák Vilém Čok, Tereza Pergnerová. Bydlí zde i známý „Kuba“ z večerníčku Krkonošské pohádky, herec Jaroslav Satoranský.
Spisovatel Eduard Štorch v oblasti Proseku a Libně se svými žáky podnikal archeologické pátrání. Na základě těchto objevů napsal svá díla, například U veliké řeky.
Na polích v prostoru nynějšího proseckého sídliště se konaly v letech 1911–1912 letecké exhibice českého průkopníka letectví Jana Kašpara.
Některé ulice na Proseku jsou pojmenovány podle měst na severu Čech. Např. Rumburská, Litvínovská, Harrachovská, Varnsdorfská, Veltruská a Lovosická ulice.

## Fotogalerie

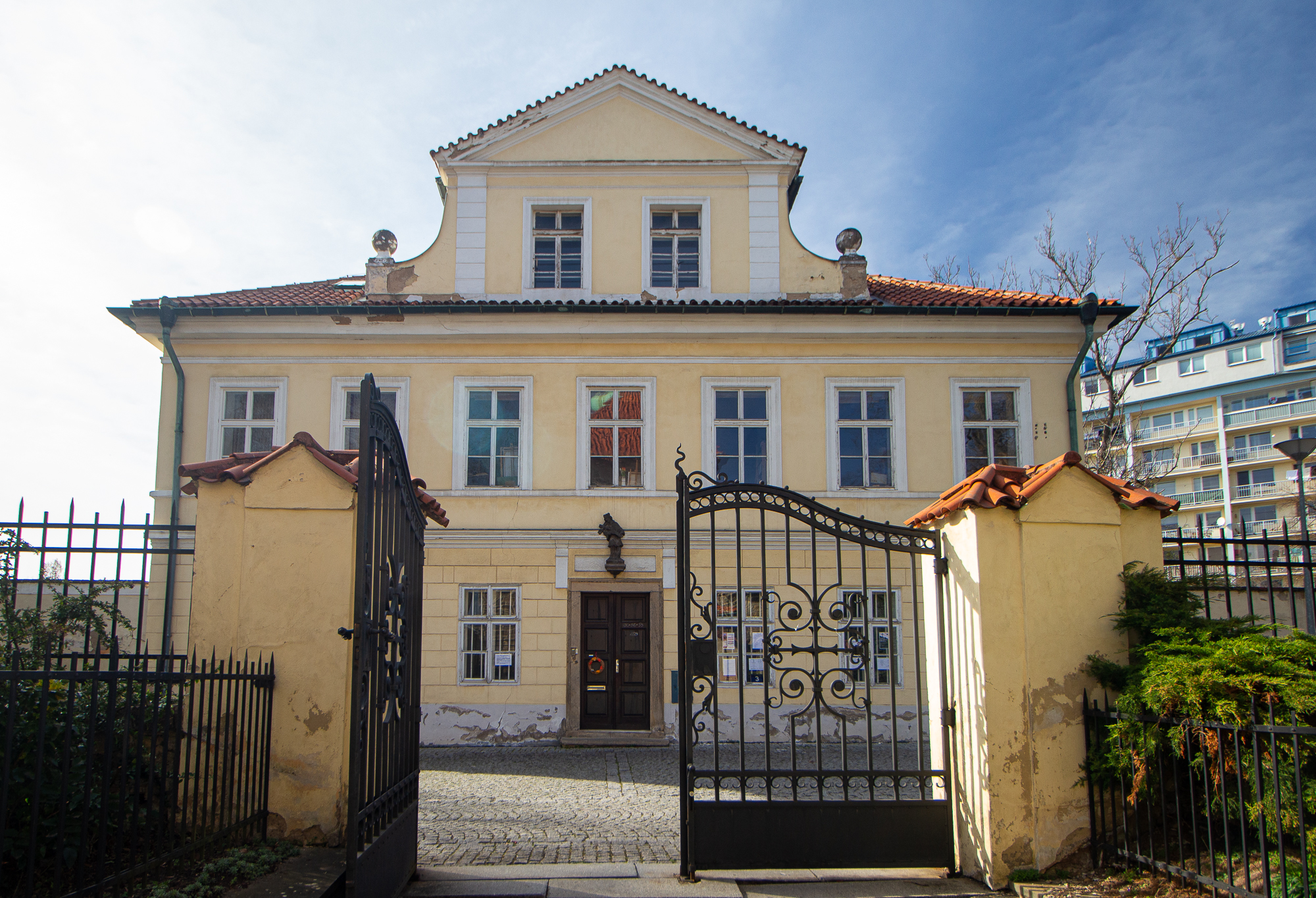
Fara u kostela sv. Václava
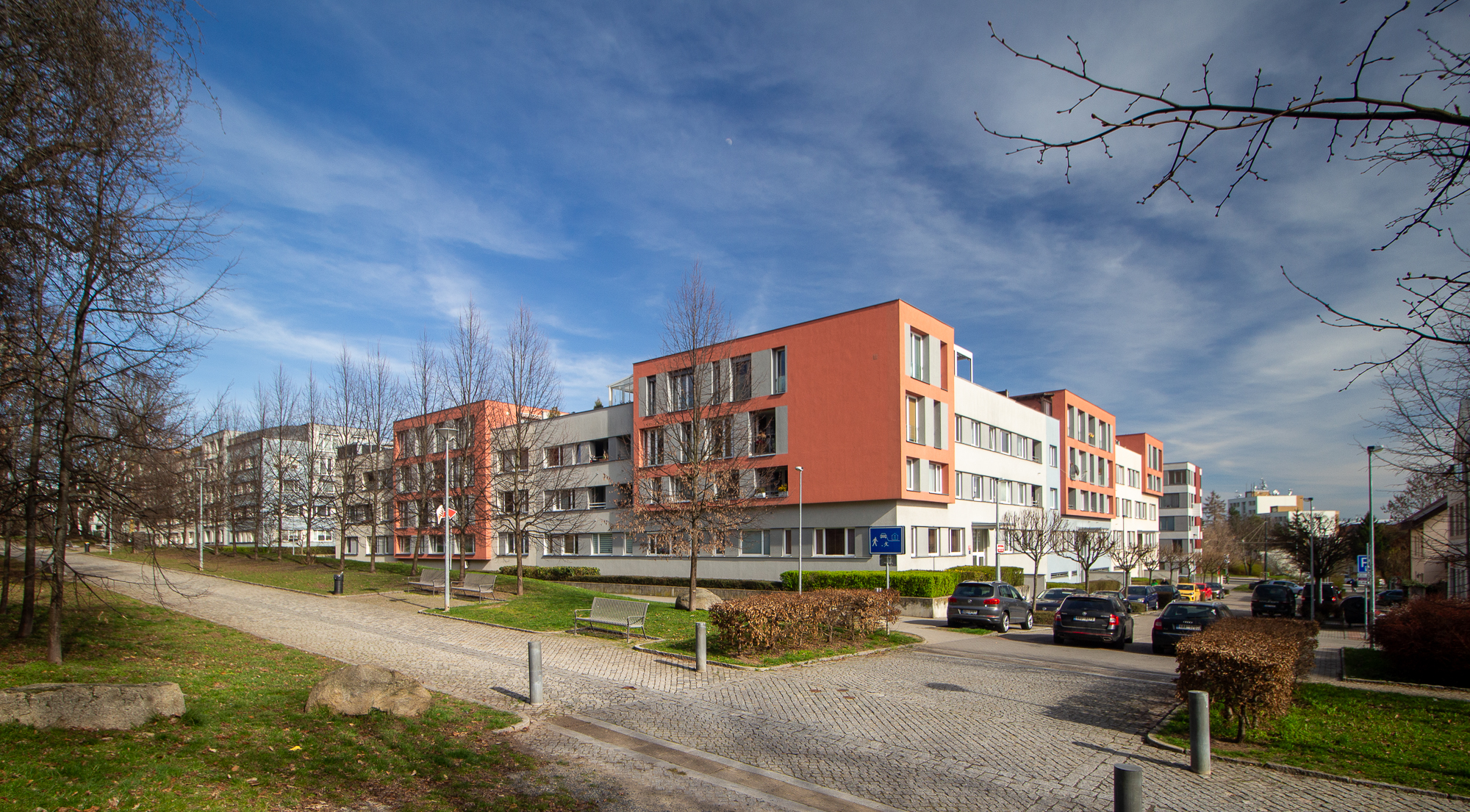
Obytná čtvrť, ulice Na Proseku
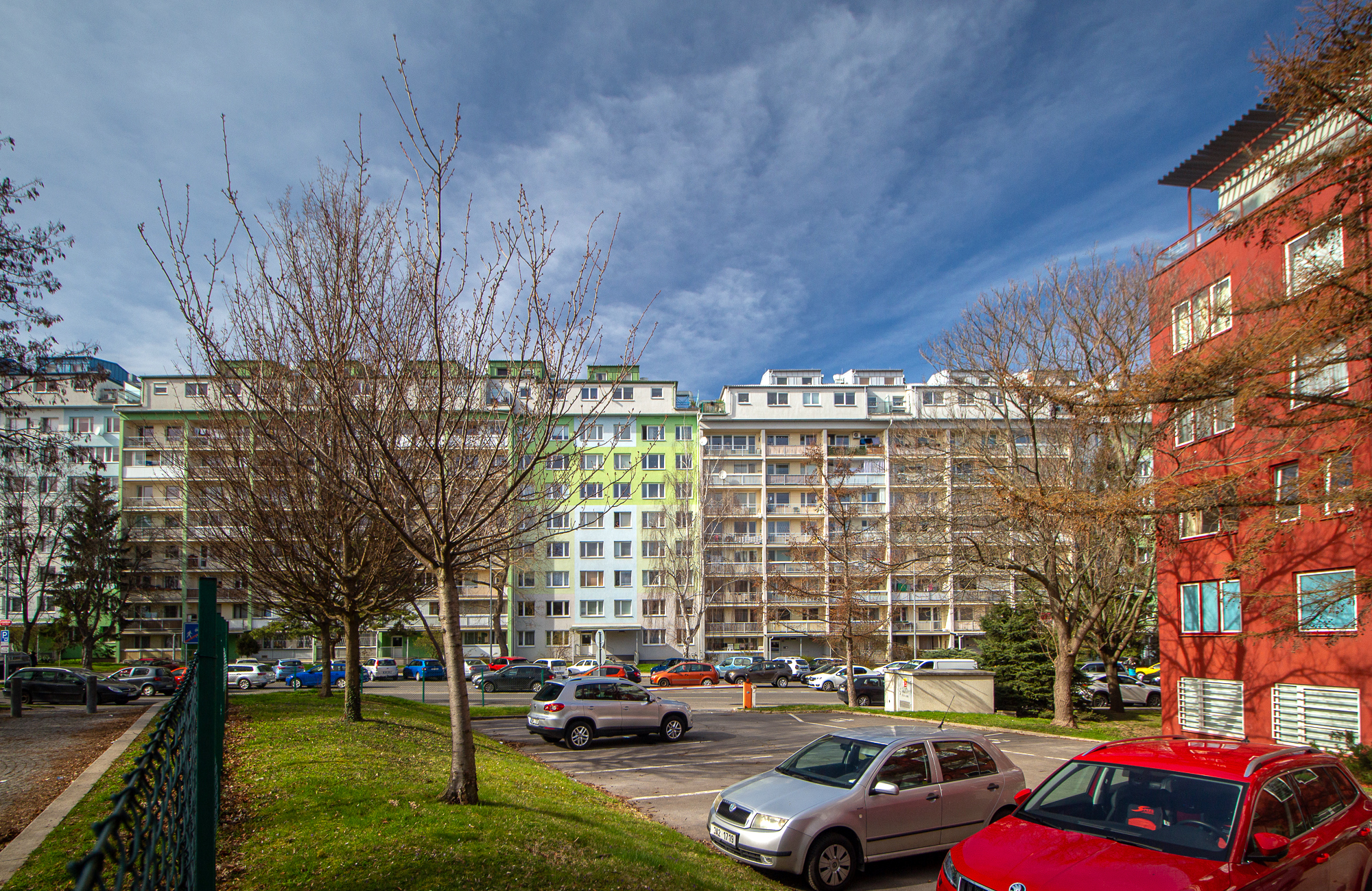
Sídliště, ulice Litoměřická
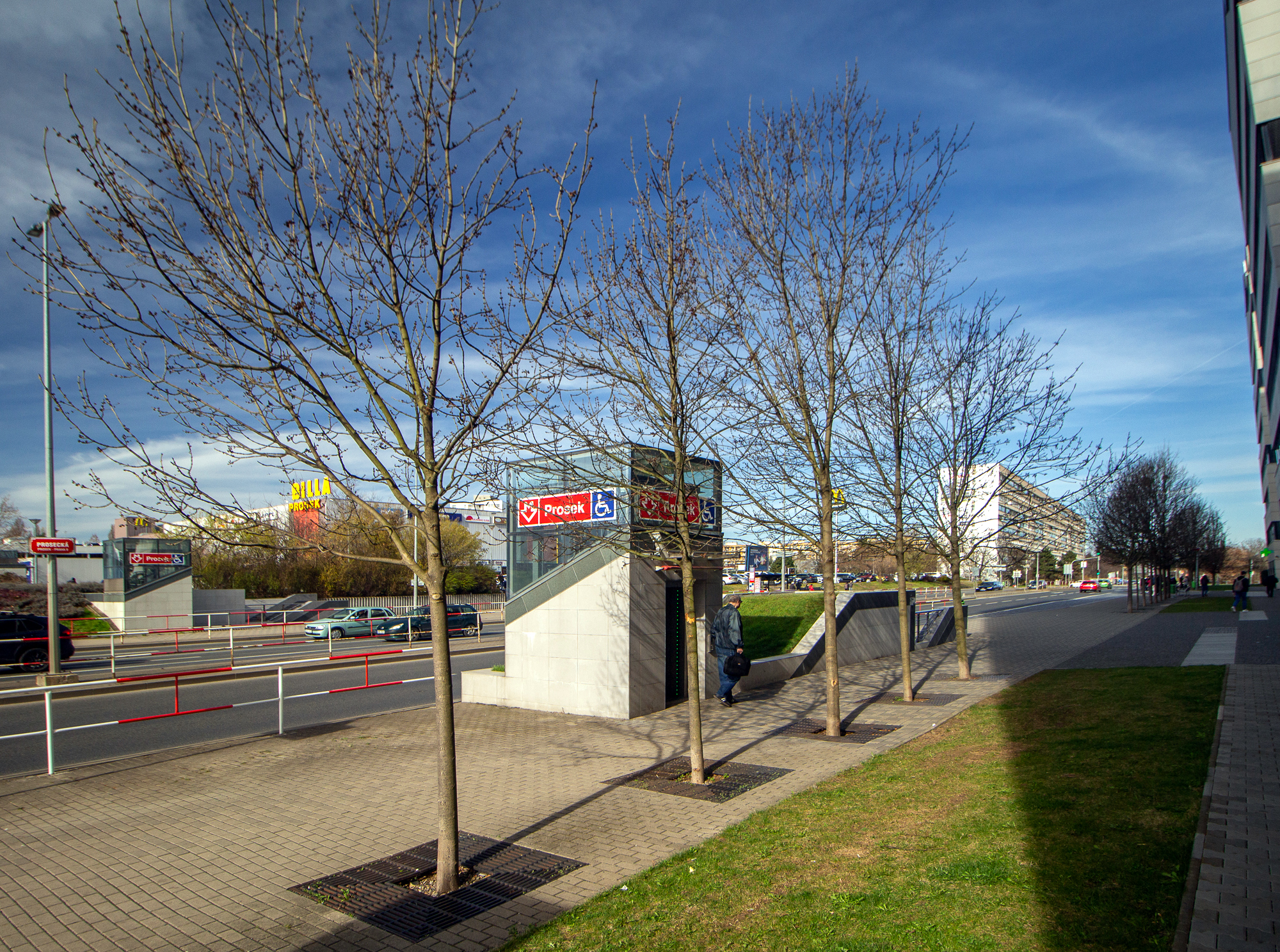
Stanice metra